# Deto bucculenta
Deto bucculenta är en kräftdjursart som först beskrevs av Hercule Nicolet 1849.  Deto bucculenta ingår i släktet Deto och familjen Detonidae. Inga underarter finns listade i Catalogue of Life.